# Ingrid Pankraz
Ingrid Pankraz (née Ingrid Windisch, le 28 octobre 1948 à Gommern) est une femme politique allemande (SED). Elle fut pendant quelques jours en février 1990 bourgmestre-gouverneur de Berlin-Est.

## Biographie
Après son abitur, elle fait un apprentissage dans le commerce de gros puis va étudier la macro-économie à la Hochschule für Technik und Wirtschaft de Berlin, dont elle sort diplômée d'un doctorat en sciences économiques en 1975. Durant ses études, elle est membre du FDJ puis après, s'inscrit au SED.
Elle commence sa carrière politique en 1975 en tant que collaboratrice à la Commission d'aménagement du district de Berlin puis en janvier 1979 à la commission d'investissement et en octobre 1987 d'aménagement. En avril 1989, elle devient maire-adjointe de Berlin. Quand le maire Erhard Krack démissionne le 12 février 1990 à la suite des manifestations et du scandale de la manipulation en faveur de la liste dirigée par le SED lors des élections municipales de 1989, elle accepte de diriger la transition. Le 27 février, le conseil municipal choisit Christian Hartenhauer pour lui succéder. Par la suite, jusqu'en 1991, elle reste dans le conseil et travaille dans le secteur bancaire.

## Source, notes et références
- (de) Cet article est partiellement ou en totalité issu de l’article de Wikipédia en allemand intitulé « Ingrid Pankraz » (voir la liste des auteurs).